# Aliou Baldé
Aliou Badara Baldé (* 12. Dezember 2002 in Bignona, Senegal) ist ein guineisch-senegalesischer Fußballspieler, der aktuell als Leihspieler des OGC Nizza beim FC Lausanne-Sport unter Vertrag steht.

## Karriere

### Verein
Baldé begann seine fußballerische Ausbildung beim Diambars FC. Im Januar 2021 wechselte er für eine Ablöse von 40 Tausend Euro in die Niederlande zu Feyenoord Rotterdam. Am 20. März 2021 (27. Spieltag) debütierte er bei einem 1:1-Unentschieden gegen den FC Emmen in der Eredivisie. Bis zum Saisonende kam er, auch aufgrund von Trainingsrückständen und Knieproblemen nur zu drei Einsätzen, in denen er ein Tor vorbereitete. In der Hinrunde der Saison 2021/22 kam er vorwiegend für die U21-Mannschaft zum Einsatz und spielte nur einmal für die Profis. Daraufhin wurde er für die Rückrunde an den belgischen Zweitligisten Waasland-Beveren verliehen. Auch dort kam er nicht wirklich zum Zug und lief nur in sieben Spielen auf, wobei ihm eine Vorlage gelang. Nach seiner Rückkehr wurde er erneut verliehen, an den niederländischen Zweitligisten FC Dordrecht. Anfang September gelang ihm gegen den FC Den Bosch bei einem 2:1-Sieg sein erster Profitreffer überhaupt. Hier war er Stammkraft im Angriff und konnte in 15 Ligaeinsätzen acht Tore schießen.
Dennoch wurde die Leihe Ende Januar 2023 abgebrochen und Baldé wechselte für eine Million Euro Ablöse zum FC Lausanne-Sport. In der Challenge League spielte er bis zum Ende der Saison 2022/23 14 Mal, wobei er fünf Tore schoss und vier Treffer auflegte. Baldé stieg mit seinem neuen Team in die Super League auf und konnte dort an den ersten fünf Spieltagen zwei Tore erzielen.
Anschließend wechselte er für eine Ablösesumme von zweieinhalb Euro, was umgerechnet zehn Millionen Schweizer Franken sind, zum OGC Nizza in die Ligue 1. Dieser Wechsel machte ihm zum teuersten Lausanne-Abgang in deren Geschichte. Hier kam er am sechsten Spieltag nach Einwechslung gegen die AS Monaco zu seinem Ligue-1-Debüt für den Verein.
Am 10. August 2024 wechselte Baldé auf Leihbasis für ein Jahr in die Fußball-Bundesliga zum VfL Bochum, der auch eine Kaufoption besitzt. Nach fünf Einsätzen und mehreren disziplinarischen Verfehlungen wurde die Leihe Baldés im Januar 2025 abgebrochen.
Direkt nach der Rückkehr nach Nizza wurde er weiter in die Schweiz an seinen Exklub FC Lausanne-Sport verliehen.

### Nationalmannschaft
Im April 2019 spielte Baldé in allen drei Gruppenspielen des U17-Afrika-Cups 2019, wobei er ein Tor schoss und mit dem U17-Team seines Landes nach der Gruppenphase ausschied. Ende des Jahres, im November und Dezember 2019, nahm er mit der U17-Nationalmannschaft an der Weltmeisterschaft 2019 teil. Hierbei spielte er alle vier Partien bis zum Ausscheiden im Viertelfinale, schoss zwei Tore und bereitete ein weiteres vor.
Am 10. Juni 2024 debütierte er in der WM-Qualifikation gegen Mosambik für die guineische A-Nationalmannschaft.

## Erfolge
FC Lausanne-Sport
- Vizemeister der Challenge League: 2023  ▲